# Флорида (Колумбия)
Флорида (исп. Florida) — город и муниципалитет на западе Колумбии, на территории департамента Валье-дель-Каука. Входит в состав Южного субрегиона.

## История
Поселение, из которого позднее вырос город, было основано 13 июня 1825 года.

## Географическое положение
Город расположен в юго-восточной части департамента, в предгорьях Центральной Кордильеры, к востоку от реки Каука, на расстоянии приблизительно 26 километров к востоку от города Кали, административного центра департамента. Абсолютная высота — 1043 метра над уровнем моря.
Муниципалитет Флорида граничит на севере с территорией муниципалитета Прадера, на западе — с муниципалитетом Канделария, на юге — с территорией департамента Каука, на востоке — с территорией департамента Толима. Площадь муниципалитета составляет 378 км².

## Население
По данным Национального административного департамента статистики Колумбии, совокупная численность населения города и муниципалитета в 2015 году составляла 58 122 человека.
Динамика численности населения муниципалитета по годам:
| 2005   | 2006   | 2007   | 2008   | 2009   | 2010   | 2011   | 2012   | 2013   | 2014   | 2015   |
| ------ | ------ | ------ | ------ | ------ | ------ | ------ | ------ | ------ | ------ | ------ |
| 56 008 | 56 237 | 56 441 | 56 648 | 56 848 | 57 064 | 57 264 | 57 480 | 57 697 | 57 910 | 58 122 |

Согласно данным переписи 2005 года мужчины составляли 49,1 % от населения Флориды, женщины — соответственно 50,9 %. В расовом отношении белые и метисы составляли 64,1 % от населения города; негры, мулаты и райсальцы — 31,2 %; индейцы — 4,7 %.
Уровень грамотности среди всего населения составлял 88,1 %.

## Экономика
67 % от общего числа городских и муниципальных предприятий составляют предприятия торговой сферы, 23,8 % — предприятия сферы обслуживания, 8,7 % — промышленные предприятия, 0,5 % — предприятия иных отраслей экономики.

## Транспорт
Через город проходит национальное шоссе № 31 (исп. Ruta Nacional 31).